# Blagorrhina
Blagorrhina är ett släkte av tvåvingar. Blagorrhina ingår i familjen Lygistorrhinidae.
Kladogram enligt Catalogue of Life:
| Blagorrhina | \| \| Blagorrhina blagoderovi \| \| \| \| \| \| Blagorrhina brevicornis \| \| \| \| |
|             | \| \| Blagorrhina blagoderovi \| \| \| \| \| \| Blagorrhina brevicornis \| \| \| \| |
|             | Gracilorrhina                                                                       |
|             |                                                                                     |
|             | Labellorrhina                                                                       |
|             |                                                                                     |
|             | Loyugesa                                                                            |
|             |                                                                                     |
|             | Lygistorrhina                                                                       |
|             |                                                                                     |
|             | Matileola                                                                           |
|             |                                                                                     |
|             | Seguyola                                                                            |
|             |                                                                                     |
|             | Blagorrhina blagoderovi                                                             |
|             |                                                                                     |
|             | Blagorrhina brevicornis                                                             |
|             |                                                                                     |

|  | Blagorrhina blagoderovi |
|  |                         |
|  | Blagorrhina brevicornis |
|  |                         |